# Anatolij Ponomarenko
Anatolij Heorhijowytsch Ponomarenko (ukrainisch Анатолій Георгійович Пономаренко; * 4. März 1947 in Jewpatorija, Sowjetunion; † 20. Mai 2008 in Stockholm) war ein sowjetischer und ukrainischer Diplomat.

## Leben
Ponomarenko absolvierte die staatliche pädagogische Hochschule auf der Krim. Es schloss sich ein Besuch der Diplomatischen
Akademie des Ministeriums für Auswärtige Angelegenheiten der UdSSR an. Ponomarenko promovierte und war von 1978 bis 1983 sowjetischer Botschafter in Indien. Von 1983 bis 1989 arbeitete er im Außenministerium der Ukrainischen SSR. 1989 wurde er Konsul im sowjetischen Generalkonsulat in München, ab 1992 war er dort bis 1994 Generalkonsul. Anschließend ging er an das Außenministerium der Ukraine und arbeitete dort als Leiter der Abteilung für Europa und Amerika. Daraufhin war er vom 15. Oktober 1997 bis Anfang 2004 außerordentlicher bzw. bevollmächtigter Botschafter der Ukraine in Deutschland und im Anschluss war er erneut am ukrainischen Außenministerium tätig. Später ging er als ukrainischer Botschafter nach Schweden, wo er verstarb.

## Werke
- Die europäische Orientierung der Ukraine, 1999